# Alnö SK
Alnö SK, Alnö Skidklubb, är en skidklubb som ligger på Alnön utanför Sundsvall. Klubben grundades 1987.
Klubben har ännu inga senioråkare men har tagit medalj på de tre senaste USM-mästerskapen. Anton Karlsson tog silver på 5 km fristil i Mora 2005, samt brons i sprint klassiskt, Åsarna 2006. Richard Burland tog guld på 5 km klassisk stil i Åsarna 2006. Klubben har även ett stafettbrons genom Johan Lindblad, Linus Öberg och Richard Burland i Garphyttan 2007.
Klubben tog även medalj i sitt 4:e raka USM på fyra försök, då Pål Forsberg tog guld på 5 km och brons på sprinten i Ulricehamn (Älvdalen) 2008.